# Кот Мирослава Петрівна
Мирослава Петрівна Кот (Буга) (10 травня 1933, Варшава, Польща — 31 грудня 2014, Дрогобич) — українська вишивальниця, Заслужений майстер народної творчості України(1995), член Львівського обласного осередку Національної спілки майстрів народного мистецтва України, доцент кафедри математичного аналізу Дрогобицького державного педагогічного університету імені Івана Франка, Почесна громадянка Дрогобича (2012). Дослідниця української народної вишивки, зокрема Дрогобицької.

## Життєпис
Народилася Мирослава Кот у 1933 році у Варшаві в сім'ї бойка та лемкині. У 1943 її батьки переїхали до Дрогобича. В дитячі роки мати Марія навчала Мирославу вишивати, в'язати, шити одяг.
У 1951 закінчила Дрогобицький державний педагогічний інститут. Викладала математику в сільських школах Дрогобицького району.
З 1962 року працює викладачем кафедри математичного аналізу Дрогобицького педагогічного інституту імені І. Я. Франка. У 1980 році розпочинає навчати вишивці студентів у рамках секції народної вишивки на базі факультету громадських професій педінституту.
У 1986 році атестаційною комісією Спілки художників України Мирославі Кот було присвоєно звання Народний майстер декоративно-ужиткового мистецтва України.
В цей час Мирослава Кот багато працює з фондами Дрогобицького краєзнавчого музею, вивчає бойківську вишивку. Їй вдалося відновити декілька уже забутих питомо бойківських технік вишивання, зібрати словник народних термінів, віднайти аналоги архаїчних елементів бойківської вишивки у вишивці Полісся та Лемківщини.
Стараннями Мирослави Кот на базі Дрогобицького педінституту створена в 1991 перша в Україні кафедра методики та історії народних художніх промислів.
У період з 1989 по 1997 рік проводиться більше 30 виставок п. Мирослави Кот, персональних та колективних (разом з учнями).
За збірку колекції старовинних бойківських орнаментів одягу отримала обласну премію імені Анатоля Вахнянина в галузі культури, літератури, мистецтва, журналістики й архітектури в номінації «Народна творчість». Однак грошову премію одразу ж віддала на видання книг спілки народних майстрів Переможець XI конкурсу ім. Мирона Утриска.
У 1995 році Мирославі Кот присвоєне звання Заслуженого майстра народної творчості України.
У 2012 році сесією Дрогобицької міської ради вишивальниці присвоєне звання «Почесний громадянин міста Дрогобича».
Вишивки Мирослави Кот експонуються у багатьох музеях та приватних колекціях України, Сполучених Штатів, Канади.
Померла 31 грудня 2014 року на 82-ому році життя у Дрогобичі.

## Публікації
- Кот М. Вишивка Дрогобиччини. Традиції та сучасність. — Львів : ІН НАН України, 1999. — 110 с. — ISBN 966-02-1334-4.
- Кот М. Українська вишита сорочка — традиції та сучасність. — Дрогобич : Коло, 2007. — 149 с. — ISBN 966-7996-47-4.
- Вишивка Мирослави Кот [Альбом]. — Львів, 2010. — 176 с.